# Ciocârlia (okręg Jałomica)
Ciocârlia – wieś w Rumunii, w okręgu Jałomica, w gminie Ciocârlia. W 2011 roku liczyła 562 mieszkańców.